# Ремизова, Елена Александровна

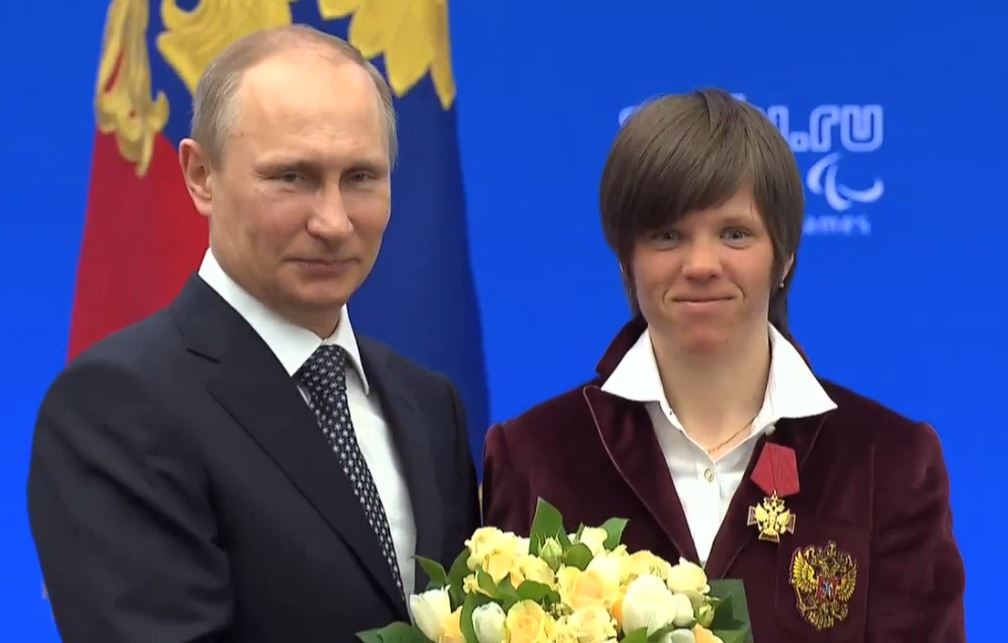
Владимир Владимирович Путин и Е.А. Ремизова, 17 марта 2014 года.

Елена Александровна Ремизова (в замужестве Николаенко; род. 22 сентября 1986, Петухово, Курганская область) — российская лыжница и биатлонистка, многократная паралимпийская чемпионка (2014). Четырёхкратный победитель и бронзовый призёр Чемпионата мира 2011 в Ханты-Мансийске, победитель и призёр этапов Кубка мира, Чемпионата России. Заслуженный мастер спорта России (2014). Лидер (ведущий спортсмен) – Наталья Александровна Якимова.
Категория инвалидности: инвалид по зрению. Причина недуга: врожденный — генетический. Видит только на расстоянии вытянутой руки, да и то размыто.

## Биография
Елена Александровна Ремизова родилась 22 сентября 1986 года в городе Петухово Петуховского района Курганской области, ныне город — административный центр Петуховского муниципального округа той же области.
Мать отказалась от слепой девочки еще в роддоме. Потом маму нашли педагоги, но та не проявила интереса к судьбе дочери. Первые шаги девочка сделала в доме малютки. В три года девочку отправили в Ольховский детский дом Шадринского района. В восемь лет будущую чемпионку отправили в Шадринскую областную детско-юношескую спортивно-адаптивную школу. В 11 лет ей сделали операцию, попробовали восстановить зрение, но это не помогло. Затем жила в детском доме № 1 города Шадринска. Училась в школе-интернате № 12 для слепых и слабовидящих детей. В 2005 году поступила в Зауральский колледж физической культуры и здоровья, который окончила в 2006 году.
Занимается лыжными гонками с 1995 года. Спортсмен-инструктор ЦСП72 с 2009 года. Первый тренер — Александр Николаевич Огаров. В 2009 году он повёз её на чемпионат России по лыжным гонкам среди слабовидящих в Рыбинск. На первом официальном старте Ремизова заняла пятое место. На одном из соревнований в Алтайском крае тренер сборной по лыжным гонкам и биатлону  Вячеслав Анатольевич Голдинов обратил на неё внимание и пригласил в Тюмень заниматься в своей группе, где тренировались титулованные чемпионы мира и Паралимпийских игр. На чемпионате России 2010 года в Тюмени Ремизова была среди призёров.
В апреле 2011 года Ремизова дебютировала на чемпионате мира по лыжным гонкам и биатлону среди инвалидов в Ханты-Мансийске, выиграла четыре золотые награды и бронзовую медаль.
На XI Паралимпийских зимних играх в Сочи (март 2014 года) Елена Ремизова трижды поднималась на высшую ступеньку пьедестала почёта – дважды в личном первенстве и один раз в составе эстафетной сборной. Она лидировала в лыжных гонках на 15 и 5 км, а также в составе сборной России в смешанной эстафете в категории с нарушением зрения. Кроме наград высшей пробы, Елена является серебряным призёром в спринте свободным стилем на 1 км.
В январе — феврале 2015 года участвовала в чемпионате мира по лыжным гонкам и биатлону среди спортсменов с поражением опорно-двигательного аппарата и нарушением зрения, прошедшем в городе Кейбл (англ. Cable, Wisconsin), штат Висконсин, США. Заняла первое место в лыжных гонках на среднюю дистанцию классическим стилем, спринте классическим стилем и вместе с Натальей Кочеровой, Алексеем Быченком и Станиславом Чохлаевым в смешаной эстафете 4х2,5. Стала серебряным призёром в лыжных гонках на длинную дистанцию и лыжных гонках на длинную дистанцию вольным стилем и бронзовым призёром в лыжных гонках на среднюю дистанцию.
В декабре 2017 года участвовала в Кубке мира по лыжным гонкам и биатлону спорта лиц с поражением опорно-двигательного аппарата и нарушением зрения в городе Кенмор (англ. Kenmore, Ontario), провинция Онтарио, Канада. Заняла первое место в лыжных гонках на длинную дистанцию. Стала серебряным призёром в лыжных гонках на среднюю дистанцию, спринте и гонке преследования.
В январе 2018 года участвовала в Кубке мира по лыжным гонкам и биатлону спорта лиц с поражением опорно-двигательного аппарата и нарушением зрения в городе Оберрид, Германия. Стала серебряным призёром в спринте и бронзовым призёром в лыжных гонках на среднюю дистанцию и  индивидуальной.
Окончила институт физической культуры Тюменского государственного университета.
В настоящее время тренируется под руководством Алексея Александровича Кобелева.

## Награды и звания
- Орден «За заслуги перед Отечеством» IV степени, 17 марта 2014 года[7][8].
- Заслуженный мастер спорта России, 11 марта 2014 года[9]
- Телеграмма Президента Российской Федерации, 10 марта 2014 года[10]
- Телеграмма Председателя Правительства Российской Федерации, 12 марта 2014  года[11]

## Семья
- Мать, Галина Ивановна, отказалась от слепой девочки еще в роддоме. На поиски родных спортсменки у журналистов программы «Пусть говорят» ушло около семи лет. О Галине Ивановне журналисты выяснили не так много, как хотелось бы. Одно время она была частой гостьей в лечебно-трудовом профилактории, а потом оказалась в колонии, из которой вышла только в 2001 году, дальше следы женщины теряются[12].
  - Сестра Галкина Наталья, призналась, что мало общалась с матерью. С третьего класса её воспитанием занимались бабушка и дедушка: «Она выпивала и была такой приходяще-уходящей. Но когда появлялась на какое-то время, была хорошей мамой», — вспоминала сестра паралимпийской чемпионки. Последний раз Наталья видела родительницу в 1989 году: «Мне тогда было 18 лет, больше никаких следов…»
  - Брат, умер до 2020 года.
- В 2020 году вышла замуж. Муж Николаенко Андрей[13].